# Boxing in Barrels
Boxing in Barrels är en amerikansk kortfilm från 1901 producerad av Lubin Studios. Filmen visar en man och en clown som boxas i en tunna.